# Joan Castells i Altirriba
Joan Castells i Altirriba (Esparreguera, 1946) és un director i dramaturg català que s'ha dedicat a la docència durant gran part de la seva vida.
La seva relació amb el món del teatre comença fent d'actor a La Passió on anys més tard (1970) hi desenvoluparà tasques de direcció. El 1973 entra a l'Institut del Teatre com a docent i, fins a 2013, hi imparteix interpretació, direcció escènica i tallers de teatre de text. Va ser director de l'Escola Superior d'Art Dramàtic de l'Institut del Teatre de Barcelona del 2006 al 2009. L'any 1988 n'havia estat subdirector.
L'any 1977, amb el seu germà Francesc Castells i l'actriu Lola Lizaran, va fundar El Teatrí. Va dirigir la companyia fins al 1986 i van fer una dotzena de muntatges on sovint actuava. El grup va fer una primera aparició a TVE amb l'adaptació del conte d'Andersen El company de viatge (1978), però es van fer famosos per la dramatúrgia de L'espantu (1979), sobre textos de Vallmitjana, seleccionada en el I Cicle de Teatre de «La Caixa», amb què accedeixen a nombroses sales catalanes, entre les quals el Teatre Romea de Barcelona. La bona rebuda, el muntatge va rebre el premi Ciutat de Barcelona (1983), els va obrir les portes de sales de l'Estat espanyol, Itàlia i Alemanya. El Teatrí es dissol cap a 1986, i Castells abandona els escenaris comercials.
Fa crítica i comentari teatral al Serra d'Or, Presència, la revista El Público i Diario de Barcelona. Va col·laborar de 1973 a 1978 amb l'Enciclopèdia Catalana. L'any 1991 va assumir la direcció de tres edicions del Festival Internacional de Teatre de Sitges. finalment només en va poder realitzar una per problemes econòmics. Fins a l'any 2000 va col·laborar amb el coreògraf esparreguerí, Ramon Oller, dirigint la part actorals dels espectacles Aquí no hi ha cap àngel, basat en textos de Mercè Rodoreda (1992), Estem divinament (1992), Retratos en la memoria (1995), Duérmete ya (1995), Romy & July (1997), Corre, corre, diva (1998), Frontera. El jardí dels crits (2000). Compta amb més quaranta muntatges en el seu currículum i ha estat impulsor de projectes com la companyia Parracs, primer projecte de l'actriu Clara Segura.

## Trajectòria artística
Direcció
- Benvingudes de José Sanchis Sinisterra al Centre Dramàtic del Vallès (1993)[8]
- La festa del blat d'Àngel Guimerà al Teatre Romea (1995)[9]
- Pluja seca, carta del Papa a la reina Maria de Jaume Cabré al TNC (2001)[10]
- El casament d'en Terregada de Juli Vallmitjana al TNC (2009)[11]

Llibres
- Teatre de gitanos i de baixos fons, de Juli Vallmitjana, edició de Joan Castells i Francesc Castells. Edicions 62 (1976)[2]